# Against the Wind (single)
"Against the Wind" is een nummer van de Amerikaanse band Bob Seger & The Silver Bullet Band. Het nummer verscheen op hun gelijknamige album uit 1980. In april van dat jaar werd het nummer uitgebracht als de tweede single van het album.

## Achtergrond
"Against the Wind" is geschreven door Bob Seger en geproduceerd door Bill Szymczyk. Seger vertelde dat het nummer was geïnspireerd op zijn middelbareschooltijd. Volgens hem gaat het over "proberen om vooruit te gaan, en tegelijk je gezond verstand en je integriteit te blijven houden." Seger zingt over Janey, een vrouw waarmee hij tussen 1972 en 1983 een relatie had.
Seger vertelde over de betekenis van "Against the Wind": "Janey zegt altijd tegen mij, 'Je staat meer mensen toe om over je heen te lopen dan alle andere mensen die ik ken.' En ik zeg altijd dat het gewoon in de aard van de mens zit, dat mensen je soms aardig vinden en je soms gebruiken. "Against the Wind" gaat over het erkennen van het verschil tussen mensen die je gebruiken en mensen die om je geven. De mensen in dat nummer doorstonden de storm, en het maakte hen betere mensen zodat ze een relatie kunnen vasthouden. Erdoorheen komen is de echte overwinning."
Seger zei later dat de regel "Wish I didn't know now what I didn't know then" hem enige tijd irriteerde, maar hij wist dat iedereen het een goede regel vond, dus liet hij het erin zitten. Ook vertelde hij dat de regel later in diverse andere hits van andere artiesten voorkwam, waardoor was bewezen dat het een acceptabele regel was.
"Against the Wind" werd in Noord-Amerika een grote hit met een vijfde plaats in de Amerikaanse Billboard Hot 100 en een zesde plaats in de Canadese hitlijsten. In Vlaanderen kwam het tot plaats 34 in de voorloper van de Ultratop 50, terwijl in Nederland de Top 40 niet werd gehaald en de single bleef steken op de zesde plaats in de Tipparade.

## NPO Radio 2 Top 2000
| Nummer met noteringen in de NPO Radio 2 Top 2000 | '99 | '00 | '01 | '02 | '03 | '04 | '05 | '06 | '07 | '08 | '09 | '10 | '11 | '12 | '13  | '14  | '15  | '16  | '17  |
| ------------------------------------------------ | --- | --- | --- | --- | --- | --- | --- | --- | --- | --- | --- | --- | --- | --- | ---- | ---- | ---- | ---- | ---- |
| Against the Wind                                 | 881 | 715 | 483 | 477 | 543 | 664 | 581 | 650 | 283 | 482 | 798 | 782 | 846 | 962 | 1125 | 1401 | 1582 | 1685 | 1971 |

1. ↑  Een vetgedrukt getal geeft de hoogste notering aan.
2. ↑  Deze tabel is bijgewerkt tot en met de laatste editie (2024).